# Синда Уилямс Чайма
Синда Уилямс Чайма (на английски: Cinda Williams Chima) е американска писателка на произведения в жанра фентъзи и научна фантастика.

## Биография и творчество
Синда Уилямс Чайма е родена през 1952 г. в Спрингфийлд, Охайо, САЩ. Има сестра близначка. През 1975 г. получава бакалавърска степен по философия от Университета в Акрън, а през 1981 г. получава диплома по обществено хранене. През 1984 г. получава магистърска степен по обществено хранене от университета Кейс Уестърн Ризърв в Кливланд. След дипломирането си работи като клиничен диетолог в клиниката в Кливланд и системата на метростанцията в Кливланд, където тя ръководи отдела за клинично хранене и създава програмата за самоуправление на диабета. Също така е сътрудник на свободна практика за местни и регионални информационни издания, фокусирайки се върху теми, свързани със здравето и лични есета за семейния живот. В периода 2004 – 2009 г. работи като асистент по хранене в университета в Акран, след което се посвещава на писателската си кариера.
Под влияние на баба си и нейните истории за келтските магически вярвания в родния ѝ окръг Джаксън, започва да пише още в гимназията, но после се съсредоточава върху професията си. Когато синовете ѝ са в тийнейджърска възраст започва да пише отново. Първият ѝ роман „Наследството на война“ от поредицата „Наследствени хроники“ е издаден през 2006 г.
През 2009 г. е издаден романът ѝ „Краля демон“ от поредицата „Седемте кралства“. В планинския град Превала бившият крадец Хан Алистър е готов на всичко, за да осигури прехрана за майка си и сестра си, но не и магическите сребърни гривни на ръцете си, които растат заедно с него. По време на лов, за да се защити, отнема амулета на Мика Баяр, син на Висшия магьосник, амулет принадлежал на Краля демон. Той среща принцеса Раиса, която се стреми да стане като легендарната кралица воин Ханалеа, убила Краля демон и спасила света. Но се сблъскват различни интереси за осигуряване на надмощие.
Авторката е активен член на Обществото на авторите и илюстраторите на книги за младежи и на Асоциацията на писателите на научна фантастика и фентъзи на Америка. Участва в много конференции и срещи с младежи в библиотеки със страната.
Съпругът ѝ Род Чайма е учен. Имат две деца – Ерик и Кийт.
Синда Уилямс Чайма живее със семейството си в Ашвил, Северна Каролина.

## Произведения

### Поредица „Наследствени хроники“ (The Heir Chronicles)
1. The Warrior Heir (2006)[1][2][3][4]
2. The Wizard Heir (2007)
3. The Dragon Heir (2008)
4. The Enchanter Heir (2013)
5. The Sorcerer Heir (2014)

### Поредица „Седемте кралства“ (Seven Realms)
1. The Demon King (2009)[1][2][3]
Краля демон, изд.: „Емас“, София (2016), прев. Цветелина Тенекеджиева
2. The Exiled Queen (2010)
Кралицата изгнаница, изд.: „Емас“, София (2020), прев. Петър Тушков
3. The Gray Wolf Throne (2011)
Тронът на сивия вълк, изд.: „Емас“, София (2021), прев. Мартина Неделчева
4. The Crimson Crown (2012)
Пурпурната корона, изд.: „Емас“, София (2023), прев. Десислава Сивилова

### Поредица „Разрушени кралства“ (Shattered Realms)
1. Flamecaster (2016)[1][2]
2. Shadowcaster (2017)
3. Stormcaster (2018)
4. Deathcaster (2019)

### Поредица „Сага за Рънстоун“ (Runestone Saga)
1. Children of Ragnarok (2022)[1][2]
2. The Bane of Asgard (2024)